# Agatha Christie: Caccia al delitto
Agatha Christie: Caccia al delitto (Dead Man's Folly) è un film per la televisione statunitense del 1986 diretto da Clive Donner. Basato sul romanzo giallo La sagra del delitto, scritto da Agatha Christie nel 1956, è interpretato da Jean Stapleton, Jonathan Cecil e Peter Ustinov alla sua quarta apparizione nel ruolo del detective Hercule Poirot.

## Trama
La scrittrice Ariadne Oliver, amica di lunga data di Hercule Poirot, organizza una caccia al delitto in occasione della sagra annuale che si terrà presso Nasse House, di proprietà del giovane sir George Stubbs e della bellissima moglie Hattie. Tra i partecipanti al gioco vi sono anche il celebre investigatore con il fidato capitano Arthur Hastings. Ma quello che avrebbe dovuto essere un finto omicidio si trasforma presto in atroce realtà quando la giovane Marlene, l'interprete della vittima, viene brutalmente strangolata con una corda da bucato. Ben presto un altro delitto, quello di un vagabondo perennemente ubriaco, segue quello di Marlene e la bella lady Hattie scompare nel nulla. Poirot inizia subito le sue indagini, aiutato dall'esuberante scrittrice, ansiosa di trasformare il caso in un nuovo romanzo, e dal compiacente ispettore Bland.

## Produzione
Il film è il sesto di una serie di 8 pellicole televisive tratte da altrettanti romanzi di Agatha Christie e prodotte da Warner Bros. Television per la CBS. Caccia al delitto è il secondo dedicato al personaggio di Hercule Poirot, interpretato da Peter Ustinov per la quarta volta dopo Assassinio sul Nilo (1978), Delitto sotto il sole (1982) e 13 a tavola (1985), ed è stato seguito nel 1986 da Delitto in tre atti.
Gli otto film sono: 
- È troppo facile (1982)
- Miss Marple nei Caraibi (1983)
- Cianuro a colazione (1983)
- Assassinio allo specchio (1985)
- Agatha Christie: 13 a tavola (1985)
- Agatha Christie: Caccia al delitto (1986)
- Agatha Christie: Delitto in tre atti (1986)
- L'uomo dall'abito marrone (1989)

## Distribuzione
Trasmesso negli Stati Uniti l'8 gennaio 1986 sulla rete CBS, in Italia il film è andato in onda per la prima volta il 20 dicembre 1988 in prima serata su Rete 4. Dal 2008, il film è disponibile in DVD distribuito da Malavasi Editore su licenza Warner Bros. Entertainment.